# آدامس خروس‌نشان
آدامس خروس یک برند تولید آدامس و موفق‌ترین تولیدکننده آدامس در داخل ایران بود.

## پیشینه

یک آگهی قدیمی از آدامس خروس نشان با مضمون من خروس میخوام!

تولید آدامس خروس در سال ۱۳۳۵ شروع شد. ولی خروس، اولین تولیدکننده آدامس در ایران نبود. بلکه قبل از آن، آدامسهای «طوطی» نشان و «طاووس» نشان در ایران وجود داشته‌اند که پس از حضور آدامس خروس، آن‌ها جایگاه خود را ازدست داده و از بازار خداحافظی کردند.
بنا به یک روایت تأیید نشده، کارخانه خروس نشان برای از میدان بدر کردن طوطی نشان، مقدار زیادی از آدامسهای طوطی نشان بازار را خریداری و زیر نور آفتاب در انباری بزرگ نگهداری می‌کند. بعد آدامس‌های خشک و سخت شده طوطی نشان را به بازار تزریق می‌کند. همین موضوع، باعث از دست رفتن بازار  طوطی می‌شود. گفته می‌شود که شاید از اولین دامپینگ‌ها در ایران دامپینگ آدامسی باشد.
دلایل نامگذاری:

## تاریخچه
این کارخانه متعلق به سرمایه داری یهودی بنام ميرزا آقا محبوبى (پس از خروج از ایران احتمالا: یوسف محبوبیان) بود. صاحب کارخانه آدامس طوطی، موسی کهن‌زاده نیز همچنین یک یهودی بود.
آدامس خروس بعد از انقلاب ۱۳۵۷ ایران مصادره و به بنیاد مستضعفان و جانبازان واگذار گردید، اما همچنان به تولید خود ادامه می‌داد تا اینکه در سال ۱۳۷۱ کارخانه خروس در قالب برنامه‌های خصوصی‌سازی دولت ایران واگذار شد.
ساختمان کارخانه آدامس خروس در سال 1372 تبدیل به دانشگاه سوره گردید.